# Steven Griffith
Steven Jerome „Steve“ Griffith (* 12. März 1961 in Roseville, Minnesota; † 1. November 2022 in Stillwater, Minnesota) war ein US-amerikanischer Eishockeyspieler, der im Verlauf seiner aktiven Karriere zwischen 1979 und 1984 unter anderem für die US-amerikanische Nationalmannschaft auf der Position des linken Flügelstürmers gespielt hat und mit ihr an den Olympischen Winterspielen 1984 in Sarajevo teilnahm.

## Karriere
Steven Griffith besuchte bis zum Sommer 1979 die Hill Murray High School, für die er auch drei Jahre lang Eishockey spielte. Anschließend studierte er an der University of Minnesota und spielte dort bis 1983 parallel für die Eishockeymannschaft der Universität, die Minnesota Golden Gophers, in der National Collegiate Athletic Association (NCAA). Er nahm an der Junioren-Weltmeisterschaft 1981 und mit der US-Nationalmannschaft an den Olympischen Winterspielen 1984 in Sarajevo teil. Eine Knieverletzung beendete jedoch seine Karriere im selben Jahr vorzeitig.
Griffith verstarb im November 2022 im Alter von 61 Jahren in Stillwater in seinem Heimat-Bundesstaat Minnesota.

## Karrierestatistik

### International
Vertrat die USA bei:
- Junioren-Weltmeisterschaft 1981
- Olympischen Winterspielen 1984

(Legende zur Spielerstatistik: Sp oder GP = absolvierte Spiele; T oder G = erzielte Tore; V oder A = erzielte Assists; Pkt oder Pts = erzielte Scorerpunkte; SM oder PIM = erhaltene Strafminuten; +/− = Plus/Minus-Bilanz; PP = erzielte Überzahltore; SH = erzielte Unterzahltore; GW = erzielte Siegtore; 1 Play-downs/Relegation; Kursiv: Statistik nicht vollständig)